# Krisztus király szobor (Cali)
A kolumbiai Cali mellett található Krisztus király szobor a város egyik legnagyobb nevezetessége.

## A szobor
A településtől nyugatra, a Cerro de los Cristales nevű hegyen, 1474 méteres tengerszint feletti magasságban található óriásszoborhoz, amely a kitárt karú Jézust ábrázolja, és ahonnan jó kilátás nyílik a völgyre, egy 8,5 km-es út visz fel. A vasból és betonból készült alkotás magassága különböző források szerint 26 vagy 31 méter, tömege 464 tonna. Valószínű, hogy az 5 méteres talapzat miatt van eltérés a források adatai között, bár az egyik szerint már a 26 méter is a talapzattal együtt értendő.
A helyszín látogatása ingyenes, viszont a parkoló fizetős. A turistákat vendéglő és kápolna is várja a szobornál, valamint reggel 8-tól este 11-ig rendőrök is ügyelnek a közbiztonságra.

## Története
A szobrot a jezsuita José María Arteaga atya kezdeményezésére készítette az olasz Alideo Tazzioli Fontaninni: van olyan forrás, amely szerint az olasz kezdte, de van olyan is, amely szerint ő csak befejezte más munkáját. Valójában egy Gerardo Navia Carvajal nevű szobrász már korábban készített egy befejezetlen makettet, ám amikor Arteaga (aki az építéshez szükséges pénz összegyűjtéséért több barátját és több megyei közgyűlést is felkeresett országszerte) megmutatta Tazziolinak azt, az olasz úgy döntött, inkább saját, a makettől eltérő elképzelését valósítja meg. A munkálatokhoz 35 tonna vasat, 1000 zsák cementet 100 000 liter vizet használtak fel.
Felavatására 1953. október 25-én került sor, az ezernapos háború végének 50 éves évfordulójára emlékezve (bár a háború valójában akkor már 51 éve ért véget). Az ünnepségen részt vett Julio Caicedo Téllez püspök is, aki megáldotta az alkotást.

## Képek

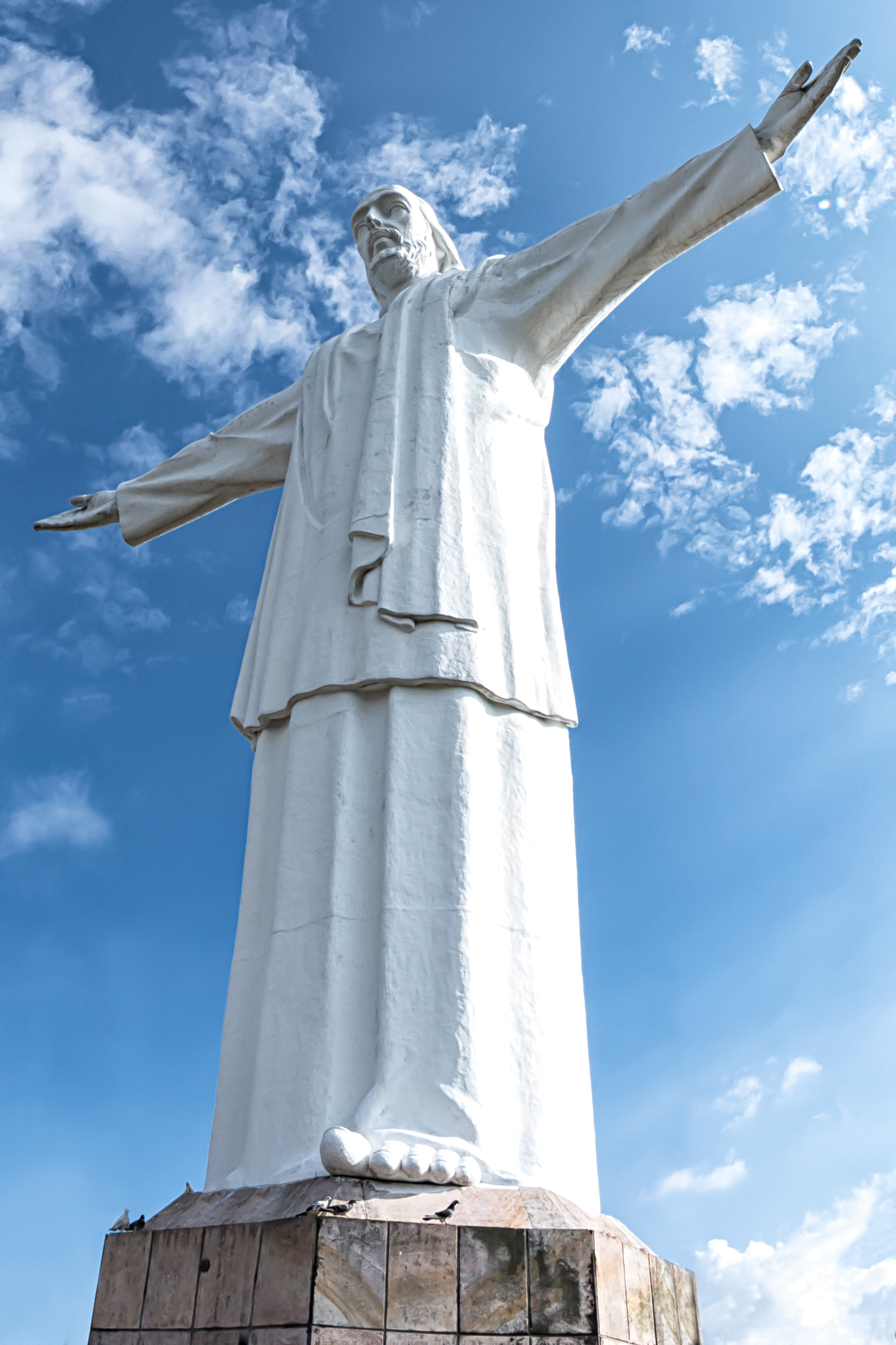
A szobor
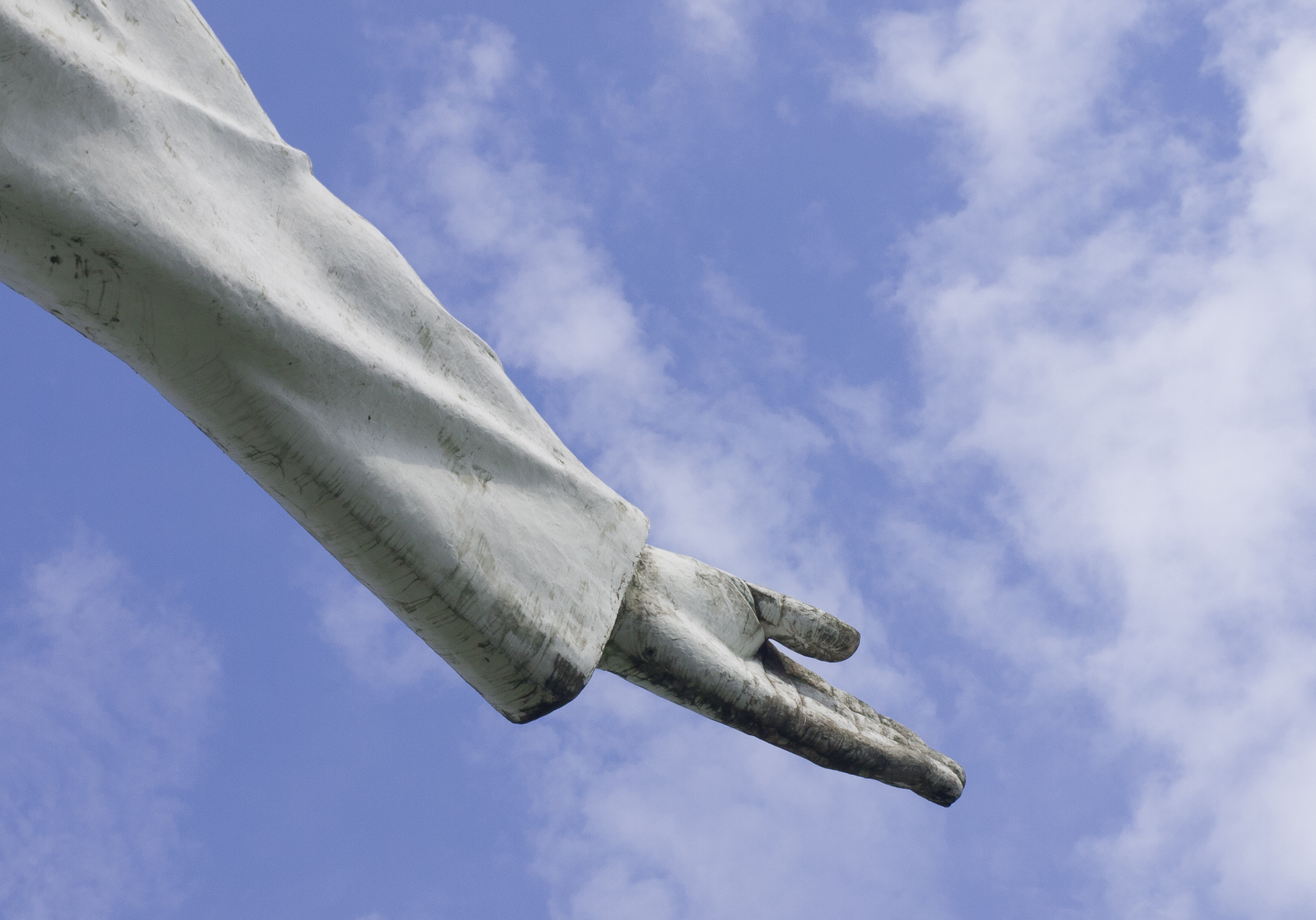
Részlet
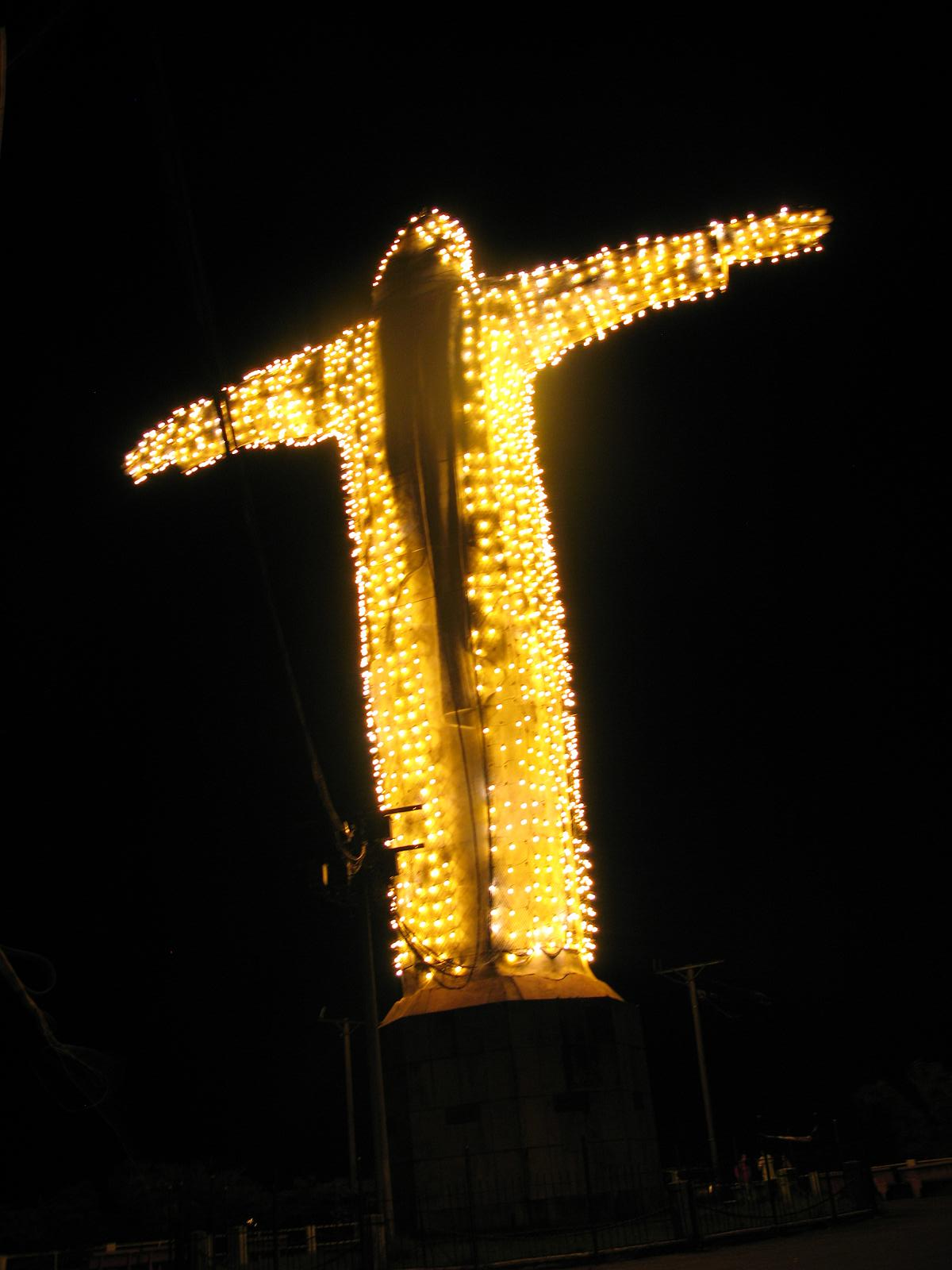
Kivilágítva
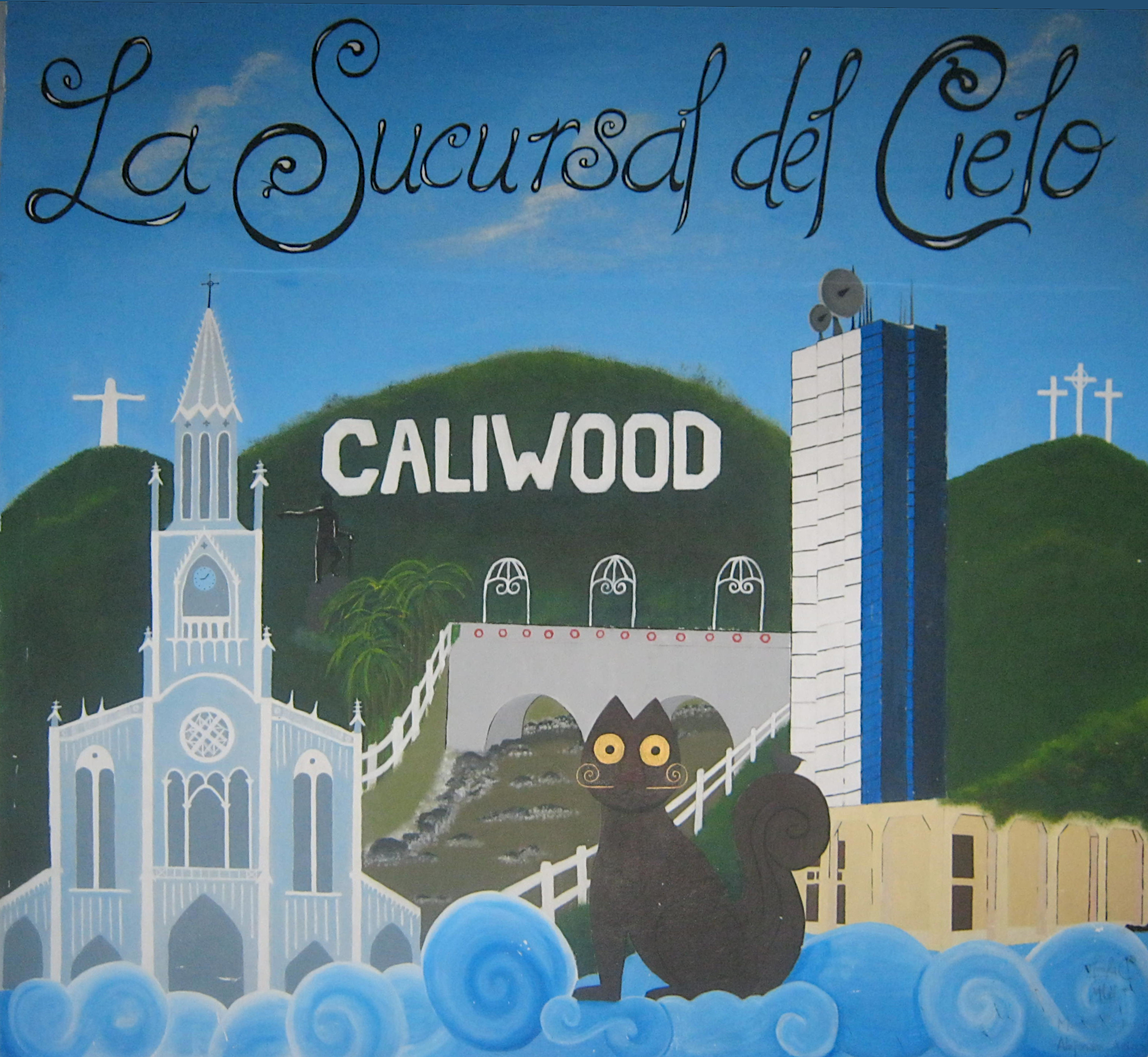
A város jelképei között egy falfestményen